# Dendronephthya bonnieri
Dendronephthya bonnieri är en korallart som beskrevs av Verseveldt 1960. Dendronephthya bonnieri ingår i släktet Dendronephthya och familjen Nephtheidae. Inga underarter finns listade i Catalogue of Life.